# 白背绣球
白背绣球（学名：Hydrangea hypoglauca）为绣球花科绣球属下的一个种。該物種主要分佈於中國湖北西部至西南部、湖南（西北部）、贵州东北部梵净山海拔900-1900米的山上。

## 扩展阅读
- 維基物種上的相關：白背绣球